# 翁町 (横浜市)
翁町（おきなちょう）は、神奈川県横浜市中区の町名。現行行政地名は翁町1丁目から翁町2丁目（字丁目）。住居表示未実施区域。

## 地理
横浜市中区北西部に位置し、面積は0.039km²。

## 歴史

### 沿革
- 1873年（明治6年） - 吉田新田の沼地を埋め立て翁町を新設する[6]。町名は謡曲「翁」、または洲干弁天に由来する[6]。
- 1889年（明治22年）4月1日 - 横浜市の市制施行に伴い、横浜市翁町となる[6]。
- 1927年（昭和2年）10月1日 - 横浜市の区制施行に伴い、横浜市中区翁町となる[7]。
- 1932年（昭和7年）1月1日 - 翁町の一部が長者町へ編入する[8]。
- 1956年（昭和31年）8月17日 - 埋立地編入[9]。
- 1967年（昭和42年）2月7日 - 長者町、不老町、扇町の一部と境界を調整[10]。
- 1983年（昭和58年）11月24日 - 扇町の一部と境界を調整[11]。

## 世帯数と人口
2025年（令和7年）6月30日現在（横浜市発表）の世帯数と人口は以下の通りである。
| 丁目      | 世帯数  | 人口  |
| --------- | ------- | ----- |
| 翁町1丁目 | 289世帯 | 346人 |
| 翁町2丁目 | 426世帯 | 613人 |
| 計        | 715世帯 | 959人 |

### 人口の変遷
国勢調査による人口の推移。
| 年                 | 人口 |
| ------------------ | ---- |
| 1995年（平成7年）  | 160  |
| 2000年（平成12年） | 282  |
| 2005年（平成17年） | 477  |
| 2010年（平成22年） | 716  |
| 2015年（平成27年） | 907  |
| 2020年（令和2年）  | 814  |

### 世帯数の変遷
国勢調査による世帯数の推移。
| 年                 | 世帯数 |
| ------------------ | ------ |
| 1995年（平成7年）  | 114    |
| 2000年（平成12年） | 228    |
| 2005年（平成17年） | 341    |
| 2010年（平成22年） | 472    |
| 2015年（平成27年） | 586    |
| 2020年（令和2年）  | 603    |

## 学区
市立小・中学校に通う場合、学区は以下の通りとなる（2024年11月時点）。
| 丁目      | 番・番地等 | 小学校               | 中学校                 |
| --------- | ---------- | -------------------- | ---------------------- |
| 翁町1丁目 | 全域       | 横浜市立南吉田小学校 | 横浜市立横浜吉田中学校 |
| 翁町2丁目 | 全域       | 横浜市立南吉田小学校 | 横浜市立横浜吉田中学校 |

## 事業所
2021年現在の経済センサス調査による事業所数と従業員数は以下の通りである。
| 丁目      | 事業所数  | 従業員数 |
| --------- | --------- | -------- |
| 翁町1丁目 | 72事業所  | 675人    |
| 翁町2丁目 | 34事業所  | 379人    |
| 計        | 106事業所 | 1,054人  |

### 事業者数の変遷
経済センサスによる事業所数の推移。
| 年                 | 事業者数 |
| ------------------ | -------- |
| 2016年（平成28年） | 113      |
| 2021年（令和3年）  | 106      |

### 従業員数の変遷
経済センサスによる従業員数の推移。
| 年                 | 従業員数 |
| ------------------ | -------- |
| 2016年（平成28年） | 948      |
| 2021年（令和3年）  | 1,054    |

## 交通

### 道路
- 首都高速神奈川1号横羽線
- 横浜市都市計画道路山下長津田線（新横浜通り）

## 施設
- 横浜武道館

## その他

### 日本郵便
- 郵便番号：231-0028[3]（集配局：横浜港郵便局[21]）

### 警察
町内の警察の管轄区域は以下の通りである。
| 丁目      | 番・番地等 | 警察署         | 交番・駐在所 |
| --------- | ---------- | -------------- | ------------ |
| 翁町1丁目 | 全域       | 伊勢佐木警察署 | 寿町交番     |
| 翁町2丁目 | 全域       | 伊勢佐木警察署 | 寿町交番     |